# دهستان مینجای
دهستان مینجای (به لاتین: Minjay Gewog) یک دهستان در کشور بوتان است که در ناحیهٔ لهونتسه واقع شده‌است.